# Jewish Telegraphic Agency
A Jewish Telegraphic Agency (JTA) é uma agência de notícias internacional servindo a comunidade judaica de jornais e mídias de todo o mundo, com oitenta e oito jornais assinantes listados em seus websites.

## História
A JTA foi fundada em 6 de fevereiro de 1917, por Jacob Landau como um Correspondente do Departamento do governo judeu em Haia com o mandato de recolha e disseminação de notícias e afeitos entre as comunidades judaicas da diáspora, especialmente das frentes de guerra europeias. Em 1919, se mudou para Londres, sob o se nome atual.
Em 1922, a JTA mudou-se a sua sede para a Cidade de Nova Iorque. Por volta de 1925, mais de quatrocentos jornais (judeus e gerais) escreveram-se na JTA. O seu serviço de cabo melhorou a qualidade e variedade dos jornais judaicos. Hoje, tem correspondentes em Washington, DC, Jerusalem, Moscovo e outras trinta cidades na América do Norte e Sul, Israel, Europa, África e Austrália. As notícias descobertas da JTA de interesse à comunidade judaica, embora também está empenhado na objetividade jornalística.
A JTA é uma corporação governamental sem fins lucrativos por um Conselho de Diretores independente. Alega nenhuma submissão a qualquer ramo específico do judaísmo ou ponto de vista político. “Nós respeitamos as muitas organizações de defesa judeus e israelitas por lá, mas a JTA tem uma missão diferente — prover aos leitores e clientes com reportagens equilibradas e confiáveis,” escreveu JTA editor-chefe, CEO e publicador Ami Eden. Ele deu o exemplo da cobertura da JTA do navio ativista Mavi Marmara.